# Trent Sainsbury
Trent Lucas Sainsbury (Perth, Australia, 5 de enero de 1992) es un futbolista australiano. Juega de defensa y su equipo es el Central Coast Mariners F. C. de la A-League.

## Clubes
| Club                         | País         | Año       |
| ---------------------------- | ------------ | --------- |
| Central Coast Mariners F. C. | Australia    | 2010-2014 |
| PEC Zwolle                   | Países Bajos | 2014-2016 |
| Jiangsu Suning F. C.         | China        | 2016-2018 |
| Inter de Milán (cedido)      | Italia       | 2017      |
| Grasshoppers (cedido)        | Suiza        | 2018      |
| PSV Eindhoven                | Países Bajos | 2018-2019 |
| Maccabi Haifa F. C.          | Israel       | 2019-2020 |
| K. V. Kortrijk               | Bélgica      | 2020-2022 |
| Al-Wakrah S. C.              | Catar        | 2022-2024 |
| Central Coast Mariners F. C. | Australia    | 2024-     |

## Palmarés

### Campeonatos nacionales
| Título                        | Club                         | País         | Año     |
| ----------------------------- | ---------------------------- | ------------ | ------- |
| A-League                      | Central Coast Mariners F. C. | Australia    | 2012-13 |
| Copa de los Países Bajos      | PEC Zwolle                   | Países Bajos | 2013-14 |
| Supercopa de los Países Bajos | PEC Zwolle                   | Países Bajos | 2014    |

### Campeonatos internacionales
| Título       | Club (*)  | País      | Año  |
| ------------ | --------- | --------- | ---- |
| Copa de Asia | Australia | Australia | 2015 |

(*) Incluyendo la selección.